# Dmitrij Kollars
Dmitrij Kollars (nascut el 13 d'agost de 1999) és un jugador d'escacs alemany, que té el títol de Gran Mestre des de 2017.

## Resultats destacats en competició
Nascut el 1999, Kollars va quedar quart al Campionat d'escacs d'Alemanya sub-12 de 2011. Va aconseguir entrar entre els 20 primers classificats als campionats d'escacs alemanys sub-14 de 2012 i 2013 abans d'aconseguir el segon lloc al campionat d'Alemanya d'escacs sub-16 de 2014. D'aquesta manera es va classificar per a la seva primera participació en el Campionat Mundial d'Escacs Juvenil. També va aconseguir el segon i tercer lloc al Campionat d'Escacs Escolar d'Alemanya el 2013 i el 2014, respectivament, i va quedar segon en el 15è Obert de Bad Harzburger.
Va aconseguir la seva primera norma de Mestre Internacional al Campionat d'Escacs d'Alemanya de 2014, acabant vuitè amb una puntuació de 5½/9. El 2015, va guanyar el Campionat d'Alemanya sub-16 i el seu títol de Mestre Internacional d'escacs, després d'aconseguir les normes restants al Nazari Chessfestival i al VMCG-Schachfestival, i va guanyar el Schlosspark Open. El 2016 va aconseguir la seva primera norma de Gran Mestre guanyant un torneig de GM a Jūrmala, i va acabar quart al Campionat del Món d'escacs sub-16. El 2017, Kollars va obtenir dues normes més de GM i va rebre el seu títol de GM.